# Okręgowe ligi polskie w piłce nożnej (1951)
Okręgowe rozgrywki w piłce nożnej w sezonie 1951 odbywały się w 17 okręgach, a ich najwyższym poziomem była klasa wojewódzka. 

Decyzją GKKF od marca 1951 zostały wprowadzone w Polsce jednolite rozgrywki o mistrzostwa wojewódzkie i powiatowe w miejsce dotychczasowych rozgrywek A, B i C klasy. Utworzenie klas wojewódzkich, pokrywających obszar ówczesnych województw, spowodowało, że 5 okręgów (Częstochowa, Przemyśl, Radom, Siedlce oraz Sosnowiec) zostało zlikwidowanych, a kluby zostały przeniesione do okręgów zgodnych z podziałem administracyjnym. Jednocześnie stworzono dwa nowe okręgi: Koszalin i Zielona Góra.
 
Do rozgrywek w klasie wojewódzkiej zostały przyjęte zespoły, które w roku ubiegłym występowały w klasie A byłych okręgów PZPN oraz drużyny, które zostały zdegradowane z II ligi. Natomiast w niższych rozgrywkach powiatowych grały drużyn z ubiegłorocznych rozgrywek B i C klasy.

| Poziomy rozgrywkowe w sezonie 1951 | Poziomy rozgrywkowe w sezonie 1951 | Poziomy rozgrywkowe w sezonie 1951 |
| Rozgrywki                          | P                                  | Nazwa                              |
| ---------------------------------- | ---------------------------------- | ---------------------------------- |
| Centralne                          | I                                  | I Liga                             |
| Centralne                          | II                                 | II Liga                            |
| Okręgowe (17 okręgów)              | III                                | 1 Klasa Wojewódzka                 |
| Okręgowe (17 okręgów)              | IV                                 | 2 Klasa Wojewódzka                 |
| Okręgowe (17 okręgów)              | V                                  | 3 Klasa Wojewódzka                 |
| Okręgowe (17 okręgów)              | VI                                 | 4 Klasa Wojewódzka                 |

Najlepsze drużyny 1 Klasy Wojewódzkiej walczyły w czterech grupach o awans do II ligi, a ostatnie drużyny spadły do 2 Klasy Wojewódzkiej (czyli rozgrywek międzypowiatowych).

## Rozgrywki okręgowe
W całej Polsce zmieniono system rozgrywek na wiosna-jesień co spowodowało, że w niektórych okręgach anulowano mecze rozgrywane jesienią 1950 roku.
 Do baraży o II ligę awans uzyskały po dwie drużyny z województw: katowickiego, krakowskiego, łódzkiego, warszawskiego i wrocławskiego oraz mistrzowie pozostałych województw.

Szczegółowe wyniki podane są w Suplemencie do „Klubowej historii polskiej piłki nożnej”.

### Białostocka klasa wojewódzka
- Awans: Budowlani Białystok

### Bydgoska klasa wojewódzka
- Awans:  OWKS Bydgoszcz

### Gdańska klasa wojewódzka
- Awans: Stal Gdańsk

### Katowicka klasa wojewódzka
- Awans: Górnik Radzionków oraz Górnik Ruda

### Kielecka klasa wojewódzka
- Awans:  Stal Skarżysko-Kamienna

### Koszalińska klasa wojewódzka
- Awans:  Gwardia Koszalin

### Krakowska klasa wojewódzka
- Awans: Ogniwo Ib Kraków oraz Spójnia Kraków

### Lubelska klasa wojewódzka
- Awans: Gwardia Lublin

### Łódzka klasa wojewódzka
- Awans: Spójnia Tomaszów Mazowiecki oraz Włókniarz Ib Łódź

### Olsztyńska klasa wojewódzka
- Awans: Gwardia Olsztyn

### Opolska klasa wojewódzka
- Awans:  Unia Racibórz

### Poznańska klasa wojewódzka
- Awans: Kolejarz Leszno

### Rzeszowska klasa wojewódzka
- Awans: Włókniarz Krosno

### Szczecińska klasa wojewódzka
- Awans: Kolejarz Szczecin

### Warszawska klasa wojewódzka
- Awans: CWKS Ib Warszawa oraz Kolejarz Pruszków

### Wrocławska klasa wojewódzka
- Awans:  Kolejarz Świdnica oraz Ogniwo Wrocław

### Zielonogórska klasa wojewódzka
- Awans: Stal Zielona Góra

## Baraże o II ligę
Zespoły przydzielone zostały do poszczególnych grup zgodnie z kluczem geograficznym.

Najlepsze zespoły z każdej grupy uzyskały awans do II ligi.

### Grupa I
| Lp. | Drużyna                 | M  | Z | R | P | Bramki | Bramki | Różn. | Pkt. | Uwagi            |
| --- | ----------------------- | -- | - | - | - | ------ | ------ | ----- | ---- | ---------------- |
| 1   | Kolejarz Leszno (B) (A) | 10 | 5 | 4 | 1 | 22     | 12     | +10   | 14   | Awans do II ligi |
| 2   | Stal Gdańsk (B) (Ap)    | 10 | 6 | 2 | 2 | 23     | 15     | +8    | 14   | Awans do II ligi |
| 3   | OWKS Bydgoszcz (Ap)     | 10 | 5 | 1 | 4 | 23     | 20     | +3    | 11   | Awans do II ligi |
| 4   | Stal Zielona Góra (Ap)  | 10 | 4 | 2 | 4 | 19     | 16     | +3    | 10   | Awans do II ligi |
| 5   | Gwardia Koszalin (B)    | 10 | 3 | 3 | 4 | 18     | 20     | -2    | 9    | Baraż            |
| 6   | Kolejarz Szczecin       | 10 | 0 | 2 | 8 | 5      | 27     | -22   | 2    |                  |

- (Ap) - Awans do II ligi po decyzji o jej powiększeniu: Stal Gdańsk, OWKS Bydgoszcz i Stal Zielona Góra.
- (B) - Dodatkowy mecz o pierwsze miejsce w grupie: Kolejarz Leszno - Stal Gdańsk 4:1

| Lp. | Wyniki            | KOL | GDA   | OWKS | ZIE   | GWA   | SZC   |
| --- | ----------------- | --- | ----- | ---- | ----- | ----- | ----- |
| 1   | Kolejarz Leszno   | X   | 1:1   | 4:0  | 2:1   | 2:2   | 2:2   |
| 2   | Stal Gdańsk       | 1:3 | X     | 6:2  | 1:0   | 3:3   | 3:0wo |
| 3   | OWKS Bydgoszcz    | 2:1 | 2:3   | X    | 2:2   | 6:0   | 3:0wo |
| 4   | Stal Zielona Góra | 0:2 | 4:1   | 1:4  | X     | 3:2   | 3:0wo |
| 5   | Gwardia Koszalin  | 1:3 | 0:1   | 2:0  | 2:2   | X     | 3:0wo |
| 6   | Kolejarz Szczecin | 2:2 | 0:3wo | 1:2  | 0:3wo | 0:3wo | X     |

- Z powodu występów nieuprawnionego gracza, siedem meczów Kolejarza Szczecin zostało zweryfikowanych jako walkowery dla przeciwników[4].

### Grupa II
| Lp. | Drużyna                         | M  | Z | R | P  | Bramki | Bramki | Różn. | Pkt. | Uwagi            |
| --- | ------------------------------- | -- | - | - | -- | ------ | ------ | ----- | ---- | ---------------- |
| 1   | CWKS Ib Warszawa                | 10 | 8 | 0 | 2  | 47     | 19     | +28   | 16   |                  |
| 2   | Spójnia Tomaszów Mazowiecki (A) | 10 | 7 | 1 | 2  | 36     | 11     | +25   | 15   | Awans do II ligi |
| 3   | Włókniarz Ib Łódź               | 10 | 5 | 2 | 3  | 29     | 18     | +11   | 12   |                  |
| 4   | Gwardia Olsztyn                 | 10 | 3 | 3 | 4  | 17     | 20     | -3    | 9    |                  |
| 5   | Kolejarz Pruszków               | 10 | 3 | 2 | 5  | 16     | 20     | -4    | 8    |                  |
| 6   | Budowlani Białystok (B)         | 10 | 0 | 0 | 10 | 11     | 68     | -57   | 0    | Baraż            |

- Z uwagi na chęć włączenia zespołu z woj. białostockiego dopuszczono Budowlanych Białystok do barażu z ostatnią drużyną z II ligi poprzedniego sezonu.
- Spójnia Tomaszów Mazowiecki awansowała zamiast CWKS Ib Warszawa po tym gdy zdecydowano o utworzeniu osobnej ligi dla drużyn rezerwowych.

| Lp. | Wyniki                      | CWKS | SPO | WLO | KOL | GWA | BUD  |
| --- | --------------------------- | ---- | --- | --- | --- | --- | ---- |
| 1   | CWKS Ib Warszawa            | X    | 3:2 | 1:5 | 2:1 | 5:1 | 18:0 |
| 2   | Spójnia Tomaszów Mazowiecki | 8:1  | X   | 3:2 | 3:1 | 3:2 | 7:0  |
| 3   | Włókniarz Ib Łódź           | 1:3  | 0:0 | X   | 3:1 | 2:2 | 7:2  |
| 4   | Kolejarz Pruszków           | 0:2  | 1:0 | 1:3 | X   | 2:2 | 3:1  |
| 5   | Gwardia Olsztyn             | 1:3  | 0:1 | 2:0 | 2:2 | X   | 3:1  |
| 6   | Budowlani Białystok         | 0:9  | 1:9 | 3:6 | 2:4 | 1:2 | X    |

### Grupa III
| Lp. | Drużyna                 | M | Z | R | P | Bramki | Bramki | Różn. | Pkt. | Uwagi            |
| --- | ----------------------- | - | - | - | - | ------ | ------ | ----- | ---- | ---------------- |
| 1   | Ogniwo Ib Kraków        | 8 | 4 | 2 | 2 | 11     | 8      | +3    | 10   |                  |
| 2   | Gwardia Lublin (A)      | 8 | 3 | 3 | 2 | 19     | 15     | +4    | 9    | awans do II ligi |
| 3   | Włókniarz Krosno (Ap)   | 8 | 4 | 1 | 3 | 12     | 14     | -2    | 9    | awans do II ligi |
| 4   | Spójnia Kraków          | 8 | 3 | 2 | 3 | 13     | 12     | +1    | 8    |                  |
| 5   | Stal Skarżysko-Kamienna | 8 | 2 | 0 | 6 | 13     | 19     | -6    | 4    |                  |

- (A) Gwardia Lublin awansowała zamiast Ogniwa Ib Kraków po tym gdy zdecydowano o utworzeniu osobnej ligi dla drużyn rezerwowych.
- (Ap) Włókniarz Krosno awansował po decyzji o powiększeniu II ligi.

| Lp. | Wyniki           | OGN | GWA | WŁÓ | SPÓ | STA |
| --- | ---------------- | --- | --- | --- | --- | --- |
| 1   | Ogniwo Ib Kraków | X   | 3:1 | 3:0 | 0:0 | 2:1 |
| 2   | Gwardia Lublin   | 1:1 | X   | 4:0 | 2:2 | 5:1 |
| 3   | Włókniarz Krosno | 2:0 | 1:1 | X   | 1:0 | 5:3 |
| 4   | Spójnia Kraków   | 0:2 | 6:3 | 2:1 | X   | 2:0 |
| 5   | Stal Skarżysko   | 3:0 | 1:2 | 1:2 | 3:1 | X   |

### Grupa IV
| Lp. | Drużyna           | M | Z | R | P | Bramki | Bramki | Różn. | Pkt. | Uwagi            |
| --- | ----------------- | - | - | - | - | ------ | ------ | ----- | ---- | ---------------- |
| 1   | Górnik Radzionków | 8 | 5 | 2 | 1 | 22     | 9      | +13   | 12   | Awans do II ligi |
| 2   | Kolejarz Świdnica | 8 | 5 | 1 | 2 | 18     | 12     | +6    | 11   |                  |
| 3   | Górnik Ruda       | 8 | 4 | 1 | 3 | 12     | 10     | +2    | 9    |                  |
| 4   | Ogniwo Wrocław    | 8 | 2 | 0 | 6 | 13     | 20     | -7    | 4    |                  |
| 5   | Unia Racibórz     | 8 | 2 | 0 | 6 | 13     | 27     | -14   | 4    |                  |

| Lp. | Wyniki            | KOL | GDA | OWKS | ZIE | GWA |
| --- | ----------------- | --- | --- | ---- | --- | --- |
| 1   | Górnik Radzionków | X   | 4:1 | 3:0  | 5:1 | 6:3 |
| 2   | Kolejarz Świdnica | 1:1 | X   | 1:0  | 2:1 | 7:1 |
| 3   | Górnik Ruda       | 0:0 | 2:3 | X    | 4:1 | 3:1 |
| 4   | Ogniwo Wrocław    | 1:3 | 1:2 | 0:1  | X   | 5:1 |
| 5   | Unia Racibórz     | 2:0 | 2:1 | 1:2  | 2:3 | X   |

## Utworzenie ligi rezerw
Po zakończeniu baraży wprowadzono zmiany, w myśl których w sezonie 1952 przewidziano osobną grupę rozgrywkową dla drużyn rezerwowych. W związku z czym zamiast CWKS Ib Warszawa awans uzyskała Spójnia Tomaszów Mazowiecki, a zamiast Ogniwa Ib Kraków awans uzyskała Gwardia Lublin.

## Powiększenie II ligi
Na początku 1952 roku powiększono II ligę do 40 zespołów. Dodatkowy awans (arbitralną decyzją) uzyskały następujące zespoły:
- Lotnik Warszawa
- OWKS Bydgoszcz
- Stal Gdańsk
- Stal Nowa Huta (Kraków)
- Stal Zielona Góra (jako przedstawiciel województwa zielonogórskiego)
- Włókniarz Krosno

## Dodatkowe baraże
Na początku 1952 roku podjęto decyzje, że drużyny, które w II lidze reprezentować miały województwo białostockie i koszalińskie zostaną wyłonione poprzez baraż między mistrzami tych okręgów, a drużynami, które spadły z II ligi w sezonie 1951 i reprezentowały te wójewództwa.
| Drużyna 1         | Wynik dwumeczu | Drużyna 2           | Pierwszy mecz | Drugi mecz |
| ----------------- | -------------- | ------------------- | ------------- | ---------- |
| Gwardia Słupsk    | 9:2            | Gwardia Koszalin    | 4:2           | 5:0        |
| Gwardia Białystok | 7:0            | Budowlani Białystok | 4:0           | 3:0 (wo)   |

Gwardia Białystok i Gwardia Słupsk pozostały w II lidze.